# 細野雄一
細野 雄一（ほその ゆういち、1969年6月9日 - ）は、日本の元プロボクサー。東京都府中市出身。角海老宝石ボクシングジム所属。元日本2階級制覇王者（ストロー級、ジュニアフライ級）。身長157cm。

## 来歴
小松原高等学校卒業から9か月後の1988年12月1日、プロデビュー。
1991年5月18日、日本ストロー級王者ロッキー・リン（ 台湾／ロッキー）に挑戦し、判定負けで王座獲得ならず。
1992年2月22日、韓国・ソウルのヒルトン・ホテルでWBA世界ストロー級王者崔煕庸（ 韓国）に挑戦し、10回TKO負けで王座獲得ならず。
1992年10月11日、後楽園ホール、日本ストロー級王座決定戦で玉城信一（ 日本／帝拳）と対戦し、判定勝ちで王座を獲得。同王座は1度防衛後の1993年4月に返上した。
1993年7月25日、韓国・慶州の現代ホテルでWBA世界ジュニアフライ級王者柳明佑（ 韓国）に挑戦し、0-3の大差判定負けで王座獲得ならず。
1994年3月21日、チャンピオン・カーニバル日本ジュニアフライ級王者牧山雅秀（ 日本／オークラ）に挑戦し、判定勝ちで日本2階級制覇に成功した。
1994年6月4日、ダイナミックグローブで八尋史朗（ 日本／帝拳）とノンタイトルマッチ12Rで対戦し、判定勝ち。
1994年8月17日、日本ジュニアフライ級王座を返上した。
1994年9月18日、代々木第二体育館、日本フライ級王者岡田明広（ 日本／花形）とのノンタイトル10回戦に判定勝ち。事実上の日本3階級制覇を達成した。
1995年11月12日、敵地・タイのラーチャブリー県営競技場でWBC・IBF世界ジュニアフライ級王者サマン・ソーチャトロン（ タイ）に挑戦し、4回TKO負けで王座獲得に失敗。JBCライセンス所持者として唯一の30年間に及ぶJBCが非加盟だった時期のIBF王座への挑戦。この試合を最後に引退した。

## 獲得タイトル
- 第8代日本ストロー級王座（防衛1度）
- 第21代日本ジュニアフライ級王座（防衛0度）